# Eishockey-Oberliga 2010/11
Die Eishockey-Oberliga, die dritthöchste Spielklasse im deutschen Eishockey spielt in der Saison 2010/11 erstmals in vier regionalen Gruppen. Der Spielbetrieb in der Gruppe Süd wird vom Deutschen Eishockey-Bund organisiert, die Gruppe Nord vom Landeseissportverband (LEV) Niedersachsen, die Gruppe West vom LEV Nordrhein-Westfalen und die Gruppe Ost von LEV Berlin. Zum Ende der Saison spielen die drei nördlichen Gruppen eine Endrunde, bevor schließlich in gruppenübergreifenden Play-offs ein Aufsteiger in die 2. Eishockey-Bundesliga ausgespielt wird.

## Oberliga Nord
Die Oberliga Nord umfasst das Gebiet der Bundesländer Bremen, Hamburg, Mecklenburg-Vorpommern, Niedersachsen und Schleswig-Holstein. Der Spielbetrieb wird vom Landeseissportverband Niedersachsen organisiert.

### Teilnehmer
Die Clubs der vorjährigen Regionalliga Nord wurden alle in die neue Oberliga Nord aufgenommen. Kurz vor Saisonbeginn wurde die Mannschaft der Langenhagen Jets vom Spielbetrieb zurückgezogen, so dass die Liga mit 10 Mannschaften den Spielbetrieb aufnahm. Die SG Weser Stars trat als Weserstars Bremen an.

### Modus
Die Liga spielt eine 1,5-fach-Runde, das heißt, jede Mannschaft spielt dreimal gegen jede andere Mannschaft, davon mindestens einmal zu Hause. Die ersten beiden qualifizieren sich für die Endrunde. Der Letzte steigt in die Regionalliga Nord ab.

### Tabelle
| Pl. | Mannschaft                 | Sp | S3 | S2 | N1 | N0 | Pkt | T   | GT  |
| --- | -------------------------- | -- | -- | -- | -- | -- | --- | --- | --- |
| 1.  | Rostock Piranhas           | 27 | 23 | 1  | 0  | 3  | 71  | 233 | 88  |
| 2.  | EHC Timmendorfer Strand 06 | 27 | 19 | 2  | 1  | 5  | 62  | 143 | 75  |
| 3.  | Hannover Braves            | 27 | 20 | 0  | 1  | 6  | 61  | 169 | 75  |
| 4.  | Harzer Wölfe Braunlage     | 27 | 18 | 2  | 1  | 6  | 59  | 149 | 72  |
| 5.  | Adendorfer EC              | 27 | 17 | 1  | 2  | 7  | 55  | 147 | 76  |
| 6.  | Weserstars Bremen          | 27 | 7  | 5  | 0  | 15 | 31  | 105 | 145 |
| 7.  | Wedemark Scorpions         | 27 | 8  | 0  | 2  | 17 | 26  | 99  | 137 |
| 8.  | Crocodiles Hamburg         | 27 | 7  | 0  | 3  | 17 | 24  | 87  | 129 |
| 9.  | Hamburger SV               | 27 | 3  | 1  | 1  | 22 | 12  | 76  | 180 |
| 10. | Salzgitter Icefighters     | 27 | 1  | 0  | 1  | 25 | 4   | 66  | 297 |

Abkürzungen: Sp = Spiele, S3 = Siege, S2 = Siege nach Verlängerung oder Penaltyschießen, N1 = Niederlagen nach Verlängerung oder Penaltyschießen, N0 = Niederlagen, T = Tore und GT = Gegentore.

## Oberliga Ost
Die Oberliga Ost umfasst das Gebiet der Bundesländer Berlin, Brandenburg, Sachsen, Sachsen-Anhalt und Thüringen. Ausrichter ist der Eissportverband Berlin.

### Teilnehmer
An der Liga nehmen die bisherigen Teilnehmer der Regionalliga Ost teil. Die Mannschaft des SV Fortuna Leipzig 02 aus der Sachsenliga rückte für den insolventen Meister Blue Lions Leipzig nach und tritt unter dem Namen Icefighters Leipzig an. Der ESC Halle 04 hatte sich in MEC Halle 04 umbenannt.

### Modus
Die Liga wird in Form einer Doppelrunde ausgespielt, das heißt jede Mannschaft spielt je zweimal zu Hause und auswärts gegen jede andere Mannschaft. Die ersten beiden Vereine qualifizieren sich für die Endrunde. Die restlichen Mannschaften spielen eine Pokal-Runde aus. Der ELV Niesky verzichtet auf die Pokalrunde. Die restlichen sechs Vereine werden in zwei Gruppen aufgeteilt. Die Gruppeneinteilung erfolgt nach den Platzierungen der Vorrunde. Nach einer Einfachrunde spielen die Gruppenersten in Hin- und Rückspiel den Pokalsieger aus, der sich für den DEB-Pokal 2011/12 qualifiziert.

### Tabelle
| Pl. | Mannschaft            | Sp | S3 | S2 | N1 | N0 | Pkt | T   | GT  |
| --- | --------------------- | -- | -- | -- | -- | -- | --- | --- | --- |
| 1.  | Saale Bulls Halle     | 32 | 30 | 1  | 0  | 1  | 92  | 207 | 62  |
| 2.  | Wild Boys Chemnitz    | 32 | 22 | 0  | 2  | 8  | 68  | 117 | 87  |
| 3.  | Black Dragons Erfurt  | 32 | 16 | 2  | 0  | 14 | 52  | 130 | 126 |
| 4.  | ELV Tornado Niesky    | 32 | 12 | 5  | 1  | 14 | 47  | 129 | 114 |
| 5.  | EHV Schönheide        | 32 | 11 | 2  | 4  | 15 | 41  | 126 | 165 |
| 6.  | FASS Berlin           | 32 | 11 | 1  | 3  | 17 | 38  | 105 | 141 |
| 7.  | EHC Jonsdorfer Falken | 32 | 9  | 1  | 6  | 16 | 35  | 101 | 129 |
| 8.  | Ice Fighters Leipzig  | 32 | 9  | 2  | 1  | 20 | 32  | 109 | 151 |
| 9.  | ECC Preussen Berlin   | 32 | 7  | 3  | 0  | 22 | 27  | 98  | 147 |

Abkürzungen: Sp = Spiele, S3 = Siege, S2 = Siege nach Verlängerung oder Penaltyschießen, N1 = Niederlagen nach Verlängerung oder Penaltyschießen, N0 = Niederlagen, T = Tore und GT = Gegentore.
 Stand: 28. Januar 2011

## Oberliga West
Die Oberliga West umfasst das Gebiet der Bundesländer Hessen, Nordrhein-Westfalen, Rheinland-Pfalz und Saarland. Der Spielbetrieb wird vom Landeseissportverband Nordrhein-Westfalen organisiert.

### Teilnehmer
Für die Oberliga West meldeten neben den bisherigen drei Oberligisten aus Hessen und NRW, den Roten Teufel Bad Nauheim, dem Herner EV 2007 und dem EHC Dortmund weitere sechs Mannschaften der bisherigen Regionalliga West.

### Modus
Die neun Mannschaften spielten eine Zweieinhalbfachrunde. Nach der Vorrunde qualifizierten sich die besten vier Vereine für die Endrunde. Die restlichen fünf Vereine spielten mit den besten drei Vereinen der Regionalliga West in zwei Gruppen eine Relegationsrunde aus. In der Saison 2011/12 sollte die Oberliga West 10 Mannschaften umfassen.

### Tabelle
| Pl. | Mannschaft             | Sp | S3 | S2 | N1 | N0 | Pkt | T   | GT  |
| --- | ---------------------- | -- | -- | -- | -- | -- | --- | --- | --- |
| 1.  | EHC Dortmund           | 40 | 31 | 3  | 3  | 3  | 102 | 213 | 80  |
| 2.  | EV Duisburg            | 40 | 28 | 3  | 2  | 7  | 92  | 193 | 106 |
| 3.  | EC Bad Nauheim         | 40 | 27 | 2  | 2  | 9  | 87  | 224 | 93  |
| 4.  | ESC Moskitos Essen     | 40 | 28 | 1  | 1  | 10 | 87  | 234 | 104 |
| 5.  | Herner EV              | 40 | 14 | 4  | 2  | 20 | 52  | 163 | 187 |
| 6.  | Ratinger Ice Aliens 97 | 40 | 14 | 1  | 3  | 22 | 47  | 150 | 186 |
| 7.  | Lippe-Hockey Hamm      | 40 | 12 | 1  | 1  | 26 | 39  | 106 | 200 |
| 8.  | Neusser EV             | 40 | 5  | 1  | 2  | 32 | 19  | 106 | 257 |
| 9.  | Königsborner JEC       | 40 | 5  | 0  | 0  | 35 | 15  | 87  | 263 |

Abkürzungen: Sp = Spiele, S3 = Siege, S2 = Siege nach Verlängerung oder Penaltyschießen, N1 = Niederlagen nach Verlängerung oder Penaltyschießen, N0 = Niederlagen, T = Tore und GT = Gegentore.
 Stand: 18. Februar 2011

## Endrunde
An der sogenannten Oberliga-Endrunde nehmen jeweils zwei Mannschaften aus den Gruppen Nord und Ost sowie vier Mannschaften aus der Gruppe West teil. Die acht Teilnehmer spielen in zwei Gruppen vier Mannschaften für die Play-offs aus. Die Endrunde wird vom DEB organisiert und findet vom 4. bis 20. März 2011 statt.

### Teilnehmer
| Gruppe A - 1. Gruppe West: EHC Dortmund - 4. Gruppe West: ESC Moskitos Essen - 1. Gruppe Nord: EC Rostock - 2. Gruppe Ost: ERV Chemnitz |  | Gruppe B - 2. Gruppe West: EV Duisburg - 3. Gruppe West: EC Bad Nauheim - 1. Gruppe Ost: Saale Bulls Halle - 2. Gruppe Nord: EHC Timmendorfer Strand 06 |

### Tabelle
| Pokalrunde Gruppe A |                       |    |    |    |    |    |      |    |    |
| Pl.                 | Mannschaft            | Sp | S3 | S2 | N1 | N0 | Pkt. | T  | GT |
| 1.                  | EHC Dortmund          | 6  | 5  | 0  | 1  | 0  | 16   | 32 | 9  |
| 2.                  | ESC Moskitos Essen    | 6  | 4  | 1  | 0  | 1  | 14   | 28 | 11 |
| 3.                  | Wild Boys Chemnitz    | 6  | 1  | 0  | 1  | 4  | 4    | 20 | 25 |
| 4.                  | Rostocker EC Piranhas | 6  | 0  | 1  | 0  | 5  | 2    | 14 | 49 |

| Pokalrunde Gruppe B |                            |    |    |    |    |    |      |    |    |
| Pl.                 | Mannschaft                 | Sp | S3 | S2 | N1 | N0 | Pkt. | T  | GT |
| 1.                  | EC Bad Nauheim             | 6  | 5  | 1  | 0  | 0  | 17   | 34 | 13 |
| 2.                  | EV Duisburg                | 6  | 4  | 0  | 1  | 1  | 13   | 30 | 21 |
| 3.                  | Saale Bulls Halle          | 6  | 2  | 0  | 0  | 4  | 6    | 20 | 20 |
| 4.                  | EHC Timmendorfer Strand 06 | 6  | 0  | 0  | 0  | 6  | 0    | 15 | 45 |

Abkürzungen: Sp = Spiele, S3 = Siege, S2 = Siege nach Verlängerung oder Penaltyschießen, N1 = Niederlagen nach Verlängerung oder Penaltyschießen, N0 = Niederlagen, T = Tore und GT = Gegentore.
 Stand: 20. März 2011
Die jeweils beiden besten der Gruppen sind für die Play-offs qualifiziert. Die Reihenfolge für die Play-offs wird ermittelt durch
- Schritt 1:
  - 1./2. Platz 1 Gruppe A; Platz 1 Gruppe B
  - 3./4. Platz 2 Gruppe A; Platz 2 Gruppe B
- Schritt 2:
  - kommen beide gleichplatzierte Mannschaften aus derselben regionalen Oberligagruppe, so entscheidet über die Platzierung die bessere Abschlussplatzierung in der jeweiligen Regionalen Oberliga.
  - kommen beide gleichplatzierte Mannschaften aus verschiedenen regionalen Oberligagruppen, so entscheiden über die Platzierung erst die erreichten Punkte in der Gruppe, dann das Torverhältnis und anschließend die Anzahl der erzielten Tore; danach entscheidet das Los.[4]

## Oberliga Süd
Die Oberliga Süd umfasst das Gebiet Baden-Württemberg und Bayern und wird unter der Regie des DEB gespielt.

### Teilnehmer
Zu den bisherigen acht bayerischen Oberligisten (abzüglich Meister und Aufsteiger Starbulls Rosenheim) kommen die beiden Aufsteiger aus der Bayernliga VER Selb und EV Regensburg und der SC Riessersee aus der 2. Bundesliga, welcher keine Lizenz für diese mehr beantragte.

### Modus
Die Liga spielt zuerst eine Doppelrunde aus. Nach dieser Runde werden die Mannschaften unter Mitnahme ihrer erzielten Punkte nach ihren Platzierungen in zwei Gruppen aufgeteilt, in einer Gruppe spielen die Mannschaften auf den Plätzen 1, 4, 5, 7 und 10, die restlichen Mannschaften in der anderen Gruppe. Danach spielen die ersten acht Vereine vom 11. bis zum 20. März eine Play-off-Runde (Erster gegen Achter, Zweiter gegen Siebter und so weiter), deren vier Sieger sich für die Play-offs qualifizieren, während die Mannschaften auf Platz 9 und 10 im Playdown-Modus „Best of Five“ den sportlichen Absteiger ermitteln.

### Tabelle
Abkürzungen: Sp = Spiele, S3 = Siege, S2 = Siege nach Verlängerung oder Penaltyschießen, N1 = Niederlagen nach Verlängerung oder Penaltyschießen, N0 = Niederlagen, T = Tore und GT = Gegentore.
|     | Mannschaft             | Sp | S3 | S2 | N1 | N0 | Pkt. | T   | GT  |
| --- | ---------------------- | -- | -- | -- | -- | -- | ---- | --- | --- |
| 1.  | Tölzer Löwen           | 44 | 30 | 1  | 5  | 8  | 97   | 198 | 116 |
| 2.  | SC Riessersee          | 44 | 26 | 5  | 4  | 9  | 92   | 164 | 116 |
| 3.  | EV Füssen              | 44 | 25 | 4  | 4  | 11 | 87   | 184 | 149 |
| 4.  | EC Peiting             | 44 | 27 | 0  | 2  | 15 | 83   | 161 | 125 |
| 5.  | EHF Passau Black Hawks | 44 | 21 | 0  | 1  | 22 | 64   | 160 | 160 |
| 6.  | EHC Klostersee         | 44 | 18 | 3  | 2  | 21 | 62   | 153 | 168 |
| 7.  | Deggendorf Fire        | 44 | 11 | 11 | 3  | 19 | 58   | 127 | 156 |
| 8.  | EV Regensburg (N)      | 44 | 10 | 4  | 5  | 25 | 43   | 124 | 161 |
| 9.  | VER Selber Wölfe (N)   | 44 | 11 | 3  | 2  | 28 | 41   | 143 | 186 |
| 10. | EV Landsberg           | 44 | 8  | 2  | 5  | 29 | 33   | 134 | 211 |

### Play-off-Qualifikation
|               |   |                        | Serie | 1   | 2         | 3    | 4   | 5         |
| ------------- | - | ---------------------- | ----- | --- | --------- | ---- | --- | --------- |
| Tölzer Löwen  | – | EV Regensburg          | 3:1   | 6:0 | 2:3 n. V. | 11:5 | 5:2 | –         |
| SC Riessersee | – | Deggendorf Fire        | 3:2   | 6:1 | 1:5       | 3:0  | 5:7 | 2:1 n. V. |
| EV Füssen     | – | EHC Klostersee         | 1:3   | 6:3 | 1:4       | 3:4  | 1:2 | –         |
| EC Peiting    | – | EHF Passau Black Hawks | 3:0   | 3:0 | 4:2       | 4:2  | –   | –         |

### Play-downs
|          |   |              | Serie | 1   | 2         | 3   | 4   | 5 |
| -------- | - | ------------ | ----- | --- | --------- | --- | --- | - |
| VER Selb | – | EV Landsberg | 3:1   | 4:1 | 3:2 n. V. | 2:5 | 3:0 | – |

## Play-offs
An den Play-offs nahmen vier Mannschaften aus der Gruppe Süd und vier Mannschaften aus der Zwischenrunde Nord teil. Im K.-o.-System wurde ein Aufsteiger in die 2. Bundesliga ausgespielt. Viertelfinale und Halbfinale werden dabei im System Best-of-Five ausgespielt, das Finale im System Best-of-Three. Die Play-offs fanden vom 27. März bis 24. April 2011 statt und wurden vom DEB ausgerichtet.
Bei gleicher Platzierung von Gegnern aus der nördlichen Endrunde und der Oberliga Süd gilt in dieser Saison das Team aus der Endrunde als „besser“ platziert. In der kommenden Saison sollte die jeweilige Süd-Mannschaft als „besser“ platziert gelten. Davon abweichend legte die ESBG in den Durchführungsbestimmungen neue Regeln für die Platzierung fest.

### Teilnehmer
| - Qualifikanten aus der Endrunde der Nordgruppen - EHC Dortmund (1. Platz) - EC Bad Nauheim (2. Platz) - EV Duisburg (3. Platz) - ESC Essen (4. Platz) | - Qualifikanten aus der Oberliga Süd - Tölzer Löwen (1. Platz) - SC Riessersee (2. Platz) - EC Peiting (4. Platz) - EHC Klostersee (6. Platz) |

### Viertelfinale
Die Viertelfinalspiele fanden im Modus Best-of-Five am 25., 27. und 29. März und am 1. und 3. April 2011 statt.
|                |   |                | Serie | 1   | 2   | 3         | 4   | 5 |
| -------------- | - | -------------- | ----- | --- | --- | --------- | --- | - |
| EHC Dortmund   | – | EHC Klostersee | 1:3   | 4:5 | 2:4 | 4:1       | 3:4 | – |
| Tölzer Löwen   | – | ESC Essen      | 3:0   | 7:1 | 5:2 | 6:2       | -   | – |
| EC Bad Nauheim | – | EC Peiting     | 3:1   | 6:1 | 0:4 | 2:1 n. P. | 3:0 | – |
| SC Riessersee  | – | EV Duisburg    | 3:0   | 5:1 | 4:2 | 2:1       | -   | – |

### Halbfinale
Die Spiele des Halbfinales fanden ebenfalls im Modus Best-of-Five am 8., 10., 12., 15. und 17. April 2011 statt.
|                |   |                | Serie | 1         | 2   | 3   | 4         | 5     |
| -------------- | - | -------------- | ----- | --------- | --- | --- | --------- | ----- |
| Tölzer Löwen   | – | EHC Klostersee | 2:3   | 7:0       | 1:3 | 1:2 | 3:6(3:3)* | (3:1) |
| EC Bad Nauheim | – | SC Riessersee  | 1:3   | 3:4 n. V. | 2:4 | 6:1 | 1:2       | –     |

(*) Das 4. Spiel der Play-off-Serie am 15. April in Grafing wurde beim Stand von 3:3 abgebrochen, da bei der Eisbereitung für die Verlängerung die Eisfläche so beschädigt wurde, dass eine Weiterführung des Spiels nicht möglich war. Verantwortliche aus Bad Tölz und Grafing einigten sich nach Rücksprache mit der Ligenleitung zunächst auf die Fortführung der Serie in Bad Tölz und ein mögliches letztes Spiel in Grafing am 19. April. Da aber Unklarheit bestand, ob die Beschädigung des Eises durch einen technischen Defekt (höhere Gewalt) oder einen Fehler des Eismeisters (der durch den EHC Klostersee zu vertreten gewesen wäre) entstanden war, legte die Geschäftsführung der Tölzer Eissport GmbH nachträglich Protest gegen die Wiederholung ein. Dieser wurde mit Hinweis auf die bereits erfolgte Einigung abgewiesen. Nachdem Bad Tölz das Heimspiel mit 3:1 für sich entschieden hatte, siegte der EHC Klostersee im letzten Spiel, das eigentlich die Wiederholung des vierten war, mit 6:3 und zog ins Finale ein.

### Finale
Das Finale wurde im Modus Best-of-Three am 21. und 23. April 2011 ausgespielt. Der Termin für ein eventuelles Entscheidungsspiel war der 25. April 2011.
|               |   |                | Serie | 1   | 2   | 3 |
| ------------- | - | -------------- | ----- | --- | --- | - |
| SC Riessersee | – | EHC Klostersee | 2:0   | 4:2 | 3:2 | – |

Der Sieger des Finales wurde Oberligameister und Aufsteiger in die 2. Bundesliga. Weitere Mannschaften konnten nicht nachrücken, da es keinen Aufsteiger aus der 2. Bundesliga in die DEL gab.